# Wonder Woman Golden Lasso Coaster
Wonder Woman Golden Lasso Coaster in Six Flags Fiesta Texas (San Antonio, Texas, Vereinigte Staaten) ist eine Stahlachterbahn des Herstellers Rocky Mountain Construction, die am 12. Mai 2018 eröffnet wurde. Zusammen mit RailBlazer in California’s Great America sind sie die Prototypen des Typs Raptor Track des Herstellers und Wonder Woman Golden Lasso Coaster ist zugleich die erste Auslieferung. Im Gegensatz zu den meisten anderen Achterbahnen bestehen Achterbahnen des Typs Raptor Track nur aus einer einzelnen Schiene.

## Fahrt
Die 548,6 m lange Strecke erreicht eine Höhe von 34,4 m und besitzt eine 30,5 m hohe erste Abfahrt von 90°. Auf der Strecke wurden eine übergeneigte Kurve und drei Inversionen verbaut: einen Dive-Loop, einen Cutback und einen Korkenzieher.

## Züge
Wonder Woman Golden Lasso Coaster besitzt drei Züge mit jeweils acht Wagen. In jedem Wagen kann eine Person Platz nehmen.